# Umar Farouk Abdulmutallab

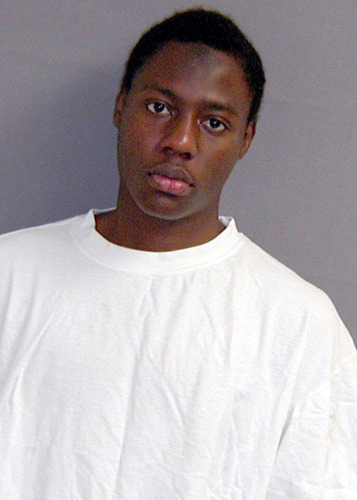
Umar Farouk Abdulmutallab.

Umar Farouk Abdulmutallab även känd som "kalsongbombaren", född 22 december 1986 i Lagos i Nigeria, är en nigeriansk man som den 25 december 2009 försökte spränga North West Airlines Flight 253 på väg från Amsterdam till Detroit. Sprängämnet var enligt uppgift insytt i hans kalsonger.
Umar Farouk Abdulmutallab växte upp i Kaduna-regionen i norra Nigeria, hans far var tidigare minister och de förmögna föräldrarna gav honom möjlighet att studera utomlands. Studierna gick bra och Michael Rimmer som var hans historielärare har uttalat sig mycket positivt om Umar som en mönsterelev, han hade dock svårt att träffa vänner och blev aktiv i radikala islamistiska webbforum.
Abdulmutallab rekryterades troligtvis först av den svenskirakiske självmordsbombaren Taimour Abdulwahab under sina studier på University College of London, därefter under en resa i Jemen av Anwar al-Awlaki. Umar gjorde ett flertal resor till Jemen, i första hand för att lära sig arabiska. Den 23 juni 2005, under sin andra resa till Jemen uttryckte han sin beundran för huvudstad Sanaa och för bruket av niqab. Det var under denna resa han blev rekryterad av al-Qaida. Det var även i Jemen Al-Qaeda skall ha tränat honom inför självmordsattacken.
Då Abdulmutallab inte hört av sig sedan oktober 2009, blev hans familj, som kände till hans ideologiska ståndpunkt, allt mer oroliga. I november samma år kontaktade därför hans far Alhaji Umaru Mutallab av oro för sin son, såväl amerikanska som nigerianska myndigheter.
Vid efterföljande rättegång i Detroit erkände Umar Abdulmutallab sig skyldig och dömdes till livstids fängelse.